# Хрістос Пападімітріу
Хрі́стос Харіла́ос Пападімітрі́у (грец. Χρίστος Χαριλάου Παπαδημητρίου) — професор відділу комп'ютерних наук Університету Каліфорнії, Берклі. Навчався у Національнному технічному університеті Афін (BS електротехніки, 1972) і Принстонському університеті (MS в області електротехніки, 1974 і PhD в галузі електротехніки та інформатики, 1976). Також викладав у Гарварді, MIT, Національнному технічному університеті Афін, Станфорді та UCSD.
Пападімітріу є автором підручника Обчислювальна складність, одного з найуживаніших підручників в області Теорії складності обчислень. Він також є співавтором книги Алгоритми разом із Санджоєм Дасгупта і Умешем Вазірані.
Пападімітріу знаходиться на 19-му місці у рейтингу пошукової системи академічної бази даних і цифрової бібліотеки CiteSeer.

## Нагороди та відзнаки
У 2001 році Пападімітріу став дійсним членом Асоціації обчислювальної техніки, у 2002 році нагороджений Премією Кнута. Став членом Національної інженерної академії США  за внесок у теорію складності, теорію баз даних, і комбінаторну оптимізацію. У 2009 році обраний у Національну академію наук США. На 36-му Міжнародному колоквіумі з автоматів, мов і програмування (ICALP 2009), було проведено спеціальний захід на честь внеску Пападімітріу до комп'ютерних наук.